# فرد فیشر (بازیکن فوتبال، زاده ژانویه ۱۹۱۰)
فرد فیشر (انگلیسی: Fred Fisher؛ ۲۹ ژانویه ۱۹۱۰ – ۱۹۵۵ (۴۴−۴۵ سال)) بازیکن فوتبال اهل بریتانیا بود.
از باشگاه‌هایی که در آن بازی کرده‌است می‌توان به باشگاه فوتبال منزفیلد تاون، باشگاه فوتبال سوئیندون تاون، باشگاه فوتبال تورکی یونایتد، باشگاه فوتبال گیلینگام، باشگاه فوتبال نیوپورت (جزیره وایت)، باشگاه فوتبال نوتس کانتی و باشگاه فوتبال لیتون اورینت اشاره کرد.